# Gare de Vierzon-Ville
Gare de Vierzon-Ville vasútállomás Franciaországban, Vierzon településen.

## Vasútvonalak
Az állomást az alábbi vasútvonalak érintik:
- Orléans–Montauban-vasútvonal
- Vierzon-Saincaize-vasútvonal
- Vierzon–Saint-Pierre-des-Corps-vasútvonal

## Kapcsolódó állomások
A vasútállomáshoz az alábbi állomások vannak a legközelebb:
- Gare de Vierzon-Forges (Gare de Saincaize, Vierzon-Saincaize-vasútvonal)
- Gare de Mennetou-sur-Cher (Gare de Saint-Pierre-des-Corps, Vierzon–Saint-Pierre-des-Corps-vasútvonal)
- Gare de Theillay (Gare des Aubrais - Orléans, Orléans–Montauban-vasútvonal)
- Gare de Reuilly (Gare de Montauban-Ville-Bourbon, Orléans–Montauban-vasútvonal)